# 廖祥忠
廖祥忠（1968年12月—），笔名廖韦铭，男，汉族，江西永修人，中华人民共和国政治人物。现任中国传媒大学党委书记。第十四届全国政协委员。